# James Guy
James George Guy (Bury, 26 novembre 1995) è un nuotatore britannico.

## Carriera
Guy ha vinto le sue prime medaglie a livello giovanile conquistando il bronzo nei 400 m stile libero ai campionati europei di Anversa 2012, al quale si sono poi aggiunti i due ori vinti nei 200 m stile libero e nella staffetta 4x200 m stile libero nella successiva edizione degli europei di Poznan 2013. In seguito ha pure partecipato ai mondiali giovanili di Dubai 2013 vincendo due argenti, nei 200 m sl e nei 400 m sl, e l'oro nella staffetta 4x200 m sl contribuendo in quella occasione a stabilire anche il record dei campionati con un tempo di 7'15"36.
Da senior James Guy ha preso parte ai mondiali di Barcellona 2013 giungendo quinto nei 400 m sl, oltre ad ottenere un ottavo posto nella staffetta 4x200 m sl. Nei Giochi del Commonwealth di Glasgow 2014 ha rappresentato l'Inghilterra vincendo un bronzo nei 400 m sl e l'oro nella staffetta 4x100 m misti. L'anno successivo ha vinto l'argento nei 400 m stile libero ai mondiali in vasca corta di Doha 2014; il promettente nuotatore britannico è riuscito a vincere il suo primo titolo mondiale conquistando l'oro nei 200 m stile libero ai campionati di Kazan' 2015.
Ha rappresentato la Gran Bretagna ai Giochi olimpici estivi di Rio de Janeiro 2016 vincendo due medaglie di argento nelle staffette 4x200 metri stile libero e 4x100 metri misti. In campo individuale è arrivato quarto nella finale dei 200 m stile libero e sesto nei 400 m stile libero. Affermatosi ormai a livello internazionale, negli anni successivi conquista tre ori olimpici, sei ori mondiali e sette ori europei.

## Palmarès

### Per la Gran Bretagna
- Giochi olimpici

Rio de Janeiro 2016: argento nella 4x200m sl e nella 4x100m misti.
Tokyo 2020: oro nella 4x200m sl e nella 4x100m misti mista, argento nella 4x100m misti.
Parigi 2024: oro nella 4x200m sl.
- Mondiali

Kazan 2015: oro nei 200m sl e nella 4x200m sl e argento nei 400m sl.
Budapest 2017: oro nella 4x200m sl, argento nella 4x100m misti e bronzo nei 100m farfalla.
Gwangju 2019: oro nella 4x100m misti e bronzo nella 4x100m misti mista.
Budapest 2022: bronzo nella 4x200m sl e nella 4x100m misti.
Fukuoka 2023: oro nella 4x200m sl.
Singapore 2025: oro nella 4x200m sl.
- Mondiali in vasca corta

Doha 2014: argento nei 400m sl.
- Europei

Londra 2016: oro nella 4x100m misti e bronzo nei 200m sl.
Glasgow 2018: oro nella 4x200m sl, nella 4x100m misti e nella 4x100m misti mista, bronzo nei 100m farfalla.
Budapest 2020: oro nella 4x100m misti, nella 4x200m sl mista e nella 4x100m misti mista, argento nella 4x100m sl e nella 4x200m sl, bronzo nei 100m farfalla.
- Europei in vasca corta

Glasgow 2019: argento nella 4x50m sl mista e bronzo nei 200m farfalla.
Otopeni 2023: argento nei 200m sl.
- Mondiali giovanili

Dubai 2013: oro nella 4x200m sl, argento nei 200m sl e nei 400m sl.
- Europei giovanili

Anversa 2012: bronzo nei 400m sl.
Poznan 2013: oro nei 200m sl e nella 4x200m sl.

### Per l'Inghilterra
- Giochi del Commonwealth

Glasgow 2014: oro nella 4x100m misti e bronzo nei 400m sl.
Gold Coast 2018: argento nei 100m farfalla, nella 4x100m sl, nella 4x200m sl e nella 4x100m misti e bronzo nei 400m sl.
Birmingham 2022: oro nella 4x100m misti, argento nei 100m farfalla, nella 4x100m sl e nella 4x200m sl, bronzo nei 200m farfalla e nella 4x100m misti mista.

## International Swimming League
| Stagione 2019 | Stagione 2020 | Stagione 2021   |
| ------------- | ------------- | --------------- |
| London Roar   | London Roar   | Energy Standard |